# Martine Pinsolle
Martine Pinsolle est une peintre française née à Bordeaux en 1944. Elle vit et travaille dans le Pays basque français. Elle est la petite nièce du peintre charentais Max Serge Chailloux (Saintes, 1902 - Angoulême, 1971). Le thème principal de ses œuvres est la figure humaine.

## Biographie
Martine Pinsolle est remarquée dès le collège par Renée Seilhean, artiste peintre et professeur aux Beaux-Arts de Bordeaux. Elle suit pendant cinq ans — de 14 à 19 ans — les cours privés de celle-ci dans son atelier du 46 de la rue de Turenne à Bordeaux. Elle fait des études de lettres modernes (licence, maîtrise, DEA) à la faculté des lettres de Bordeaux.
Mariée en 1970, elle s'installe dans le Pays basque et exerce jusqu'à sa retraite en 2004 le métier de professeur de français, sans délaisser son activité artistique. Dès 1979, elle participe à des manifestations de groupe, puis présente ses œuvres dans des expositions personnelles en galerie et dans des lieux institutionnels.

## Thème d'inspiration: la figure humaine
Au début de sa carrière, Martine Pinsolle peint principalement des nus et des portraits. À partir des années 2000, elle entame sa série des « Balnéaires », autour de scènes de plage, presque toujours réalisées à l'huile solide sur toile de jute. Dès 2015, elle peint aussi des scènes de la vie urbaine.

## Principales expositions personnelles
- Galerie Romero, Bayonne, 1988 et 1991
- Galerie Zeller, Tarbes, 1989 et 1995
- Galerie Portal, Saint Jean de Luz, 1991
- Galerie du Comptoir Rouennais, Rouen, 1992
- Galerie Alias, Paris 3ème, 1994
- La Galerie, Hossegor, 1996 et 2007
- Centre Culturel Barrena, Ordizia, Espagne, 2002
- Le Carré (Musée Bonnat), Bayonne, 2004
- Le Carmel, Tarbes, 2005
- Selam Gallery, Paris 4ème, 2005
- Salle Capitulaire Mably, 2006 et 2018
- Galerie Béranger, Tours, 2007
- Centre Culturel Okendo, Saint Sébastien, Espagne, 2007
- Centre d'art contemporain, Mont de Marsan, 2009[3]
- Musée Historique, Biarritz, 2009
- Espace Van Gogh, Arles, 2012
- La Rotonde, Saint Jean de Luz, 2012
- Galerie Le Garage, Nantes, 2013
- Galerie Portal, Saint Jean de Luz, 2013,2016 et 2018[4]
- Sporting Casino, Hossegor, 2014[5]
- Galerie Arnaud Bard, Boulogne-Billancourt, 2015[6]
- Marché de Lerme, Bordeaux, 2016[7]
- Yes Art Gallery, Koksidje, Belgique, 2019
- Galerie l'Ane Bleu, Marciac, 2020[8]
- Galerie du Moisan, Vieux-Boucau-les-Bains, 2021

## Principales expositions collectives
- La Galerie, Hossegor, 1992 à 2010
- Galerie C International, Paris 4ème, 1999 à 2001
- Espace Saint-Rémi, Bordeaux, 2004-2005-2007-2008
- Salon Art Event, Anvers, Belgique, 2004
- Salon Art Metz, Metz, 2005
- La Chantrerie, Cahors, 2009
- Les Moulins Albigeois, Albi, 2010
- Galerie Tatiana Tournemine, La Baule, 2014
- Centre d'Art contemporain, Mont de Marsan , 2015
- Art3F, Paris, 2017
- Galerie Jamault, Paris 4ème, 2017 à 2019[9]
- Galerie Ad Hoc Corner, Tourrettes-sur-Loup, 2018 à 2021[10]
- Galerie Sylvie Platini, Lyon et Veyrier-du-Lac, 2018 à 2021[11]
- Galerie Eugène, Laval, 2020-2021[12]

## Presse
- Gérard Gamand, « Martine Pinsolle, une peinture charnelle » dans Azart no 8 , janvier-mars 2004[13]
- Portrait Art To day - Editions Patou, 2011
- Art du Nu tome 3 - Editions Patou,2012
- Laurent Benoist, « Huile en bâton, le geste à l'état brut », in Pratique des Arts no 111, juil-sept 2013[14]

## Réception critique
« Il y a une intense jubilation sensuelle dans la peinture de Martine Pinsolle. La force du trait, la puissance des tons, la hardiesse de la composition, la justesse de l’expression nous ont séduits. Le travail de Martine Pinsolle décline la figure humaine en portraits magistraux, en corps expressifs ou en puissantes scènes de groupe. Elle aime cette représentation d’une saga humaine sans fin. », Gérard Gamand, rédacteur en chef de Azart, 2004.
« Un véritable tempérament de peintre, nourri de culture classique, mais qui la détourne. Ses toiles montrent un tempérament volcanique, beaucoup d'expression, une vie explosive qui sort du fond de l'être, qui jette aux orties les convenances. Une certaine dureté dans le regard qui ne pardonne rien mais analyse froidement et accentue son interrogation par des couleurs dures….
Des rouges, des bleus, des verts qui se malaxent, se triturent, donnent une impression de force qui ne fait pas penser du tout à de la peinture féminine. Des visages Renaissance, voire préraphaéliques, mais des mains torturées, aux jointures verdâtres et des toges d'un rouge agressif.
Ses tableaux sont des sortes de documents d'un monde inquiet, dur, un monde où est enfermé le peintre et dont elle s'évade en le dénonçant dans la peinture. », Jacques Dupeyrat, journaliste, La Dépêche du Midi, 1995, à l'occasion de l'exposition à la galerie Zeller, Tarbes.
« Plus que de simples portraits de femmes en posture estivale, les peintures de Martine Pinsolle emportent notre regard dans une troublante danse avec le réel. Est-ce la toile de jute qui donne aux tableaux de Martine Pinsolle une telle vibration ? Toujours est-il que ses scènes de bord de mer sont une expérience bien plus intense qu'il n'y paraît. Il y a dans la réception des Balnéaires par le spectateur quelque chose qui relève de l’expérience physique. Voisine de ce que peut être notre vision après un long moment passé à observer la ligne d’horizon, quand le soleil nimbe le paysage de ses radiations. Une sorte de rêve opaque, doux et puissant à la fois. », Jean-Louis Bordenave, blogueur, 22 octobre 2020, à l'occasion de l'exposition à l'Ane Bleu, Marciac.